# Michałków (obwód iwanofrankiwski)
Michałków (ukr. Михалків, Mychałkiw) – wieś na Ukrainie, w  obwodzie iwanofrankiwskim, w rejonie kołomyjskim.
W II Rzeczypospolitej wieś w powiecie kołomyjskim województwa stanisławowskiego.
W latach 1943–1944 nacjonaliści ukraińscy z OUN-UPA zamordowali tutaj 10 Polaków.